# La palla nº 13
La palla nº 13 (Sherlock Jr.) è un film del 1924 diretto e interpretato da Buster Keaton.
In Italia il film avrebbe dovuto essere intitolato Calma signori miei, ma poi i distributori sostituirono il titolo con quello attuale.
È generalmente considerato tra i più grandi film di Keaton e una delle vette del cinema muto. Il Time lo considera tra i cento film migliori di sempre. Nel 2000 l'AFI lo ha inserito al sessantaduesimo posto nella classifica delle migliori cento commedie americane di tutti i tempi.
Nel 1991 è stato scelto per la conservazione nel National Film Registry della Biblioteca del Congresso degli Stati Uniti.
È unanimemente considerato uno dei più grandi film del primo '900.

## Trama
Il proiezionista di un cinema sogna di diventare un detective. L'occasione di mettere in pratica le sue qualità si presenta quando un suo rivale in amore lo fa accusare di avere rubato l'orologio del padre della donna contesa. L'aspirante investigatore mette in atto i consigli del suo manuale seppur con scarsi risultati. Afflitto dai suoi fallimenti torna al suo lavoro e durante una proiezione si addormenta sognando di essere il grande detective "Sherlock Jr" e di risolvere un caso di furto di una collana di perle. Si risveglierà all'arrivo della sua amata che dopo aver scoperto il complotto ordito dall'altro pretendente, lo scagionerà da ogni accusa riguardo al furto dell'orologio.

## Produzione
All'inizio delle riprese del film, Buster Keaton propose al produttore Lou Anger di affidare la regia al vecchio amico e collega Roscoe Arbuckle, che da qualche anno non lavorava più a causa di accuse di omicidio (dalle quali successivamente verrà assolto). Anger accettò l'idea, decidendo di camuffare il suo nome in "Will B. Goodrich" (un nome simile alla frase "will be good", ovvero "farò il bravo"). L'esperimento, però, si rivelerà un fallimento. Arbuckle era infatti irritabile, impaziente e trattava male tutti. Keaton e Anger, anche grazie all'aiuto dell'attrice e amica Marion Davies, riescono a convincere il produttore William Randolph Hearst di scegliere Arbuckle come regista per il film The Red Mill.

## Analisi critica
- "(...) È per il cinema quel che Sei personaggi in cerca d'autore fu per il teatro e anticipa di 60 anni La rosa purpurea del Cairo. (...) Eccezionale." (Morando Morandini)[6]
- "Lo scintillante The cameraman, in coppia con Sherlock Jr. affronta la natura del cinema. Keaton riflette sulle operazioni che sta compiendo, lui attore-folletto, alle prese con una macchina (prodigiosa o infernale) capace di riprodurre la vita. (…) Questa coscienza delle proprietà della macchina cinematografica distingue Keaton dagli altri comici della sua generazione e, per certi versi, lo pone a un livello più alto di tutti, Chaplin compreso." (Fernaldo Di Giammatteo)[7]
- "(...) opera (...) con una trama fortemente coesa, un atletismo sbalorditivo (Keaton non usò controfigure, ferendosi involontariamente al collo), un grande virtuosismo artistico e un'esplorazione avanguardistica dell'eterna dicotomia tra realtà e illusione" (Roumiana Deltcheva)[8]

## Curiosità
- In una scena, durante il suo sogno, Keaton entra nello schermo del cinema durante la proiezione. La scena cambia ripetutamente e il protagonista si ritrova sbalzato da una situazione all'altra nel grande schermo. La sensazione di continuità nell'ingresso di Buster Keaton nello schermo, è stata ottenuta posizionando la macchina da presa a una distanza e in una maniera particolare in modo che l'ingresso risultasse fluido. Per fare ciò la troupe si è avvalsa di strumenti di misurazione da geometra. Il risultato finale è un "effetto speciale" sorprendente per il livello tecnico dell'epoca, ampiamente imitato in seguito.